# Liste der denkmalgeschützten Objekte in Tachov
Grundlage dieser Liste der denkmalgeschützten Objekte in Tachov ist die ÚSKP-Liste (Ústřední seznam kulturních památek České republiky, deutsch Zentrale Liste der Kulturdenkmäler der Tschechischen Republik), die von der tschechischen Denkmalschutzbehörde NPÚ (Národní památkový ústav, deutsch Nationale Denkmalbehörde) seit 1987 geführt wird und an die seit dem Jahr 1850 geschaffenen Listen anschließt.

## Denkmalgeschützte Objekte nach Ortsteilen

### Tachov
| Lage                                                               | Objekt                                         | Beschreibung                                                                            | ÚSKP-Nr.                  | Bild           |
| ------------------------------------------------------------------ | ---------------------------------------------- | --------------------------------------------------------------------------------------- | ------------------------- | -------------- |
| Tachov, Horní náměstí (oberer Platz) (Standort)                    | Marterl                                        | Marterl                                                                                 | 24786/4-1677 Info Katalog | Marterl        |
| Tachov, an der Straße nach Dlouhý Újezd ()                         | Marterl                                        | Marterl                                                                                 | 12595/4-5094 Info Katalog |                |
| Tachov, nahe der Kreuzung T. G. Masaryka und Bělojarská (Standort) | Marterl und Sühnekreuz                         | Marterl, Sühnekreuz und Umfriedung                                                      | 20097/4-1678 Info Katalog | weitere Bilder |
| Tachov, Boženy Němcové 476 (Standort)                              | Bürgerhaus                                     | Bürgerhaus                                                                              | 105126 Info Katalog       | BW             |
| Tachov, Husitská 27 (Standort)                                     | Mietshaus                                      | Mietshaus                                                                               | 11218/4-5064 Info Katalog | BW             |
| Tachov, Nordostteil der Ortschaft (Standort)                       | Wenzelskirche                                  | Wenzelskirche                                                                           | 30770/4-1671 Info Katalog | weitere Bilder |
| Tachov, an der Straße nach Dlouhý Újezd ()                         | Kreuz                                          | Kreuz                                                                                   | 11079/4-5045 Info Katalog |                |
| Tachov, Náměstí Republiky (Standort)                               | Brunnen                                        | Brunnen                                                                                 | 11661/4-5090 Info Katalog | Brunnen        |
| Tachov, Třída Míru 447 (Standort)                                  | Franziskanerkloster                            | Franziskanerkloster                                                                     | 41131/4-1673 Info Katalog | weitere Bilder |
| Tachov, Plzeňská ()                                                | Speicher                                       | Speicher, ehemalige Wolfgangskirche                                                     | 49736/4-1674 Info Katalog |                |
| Tachov, Prokopa Velikého 308 (Standort)                            | Wassermühle                                    | Wassermühle                                                                             | 28060/4-1667 Info Katalog | Wassermühle    |
| Tachov, Straßen Vodní und Chodská (Standort)                       | Steg über die Mže                              | Steg, Gruppe von zwei Fußgängerbrücken                                                  | 44352/4-4520 Info Katalog | BW             |
| Tachov, Na spravedlnosti ()                                        | Denkmal für die Opfer des Zweiten Weltkrieges  | Denkmal für die Opfer des Zweiten Weltkrieges                                           | 40677/4-1679 Info Katalog |                |
| Tachov, Náměstí Republiky 59 (Standort)                            | Böhmisches Gasthaus                            | Böhmisches Gasthaus                                                                     | 22865/4-1660 Info Katalog | BW             |
| Tachov, Volyňská 226 (Standort)                                    | Wohnhaus mit Kreuzigungsrelief auf der Fassade | Wohnhaus mit Kreuzigungsrelief auf der Fassade                                          | 41109/4-1680 Info Katalog | BW             |
| Tachov, um den mittelalterlichen Stadtkern herum (Standort)        | Stadtbefestigung                               | Stadtbefestigung                                                                        | 45608/4-1659 Info Katalog | weitere Bilder |
| Tachov, Vodní bei Nr. 1033 (Standort)                              | Kreuz                                          | Kreuz                                                                                   | 26472/4-3563 Info Katalog | BW             |
| Tachov, Kostelní 67 (Standort)                                     | Kirche Mariä Himmelfahrt                       | Kirche Mariä Himmelfahrt                                                                | 19436/4-1670 Info Katalog | weitere Bilder |
| Tachov, Božena-Němcová-Straße 477 (Standort)                       | Wohnhaus                                       | Wohnhaus                                                                                | 13837/4-1669 Info Katalog | BW             |
| Tachov, Karel-Havlíček-Borovský-Straße 125 (Standort)              | Wohnhaus                                       | Wohnhaus                                                                                | 100383 Info Katalog       | BW             |
| Tachov, Karel Havlíček Borovský-Straße 126 (Standort)              | Wohnhaus                                       | Wohnhaus                                                                                | 11415/4-5085 Info Katalog | BW             |
| Tachov, Karel Havlíček Borovský-Straße 518 (Standort)              | Rabbinerhaus                                   | Rabbinerhaus, jüdisches Gemeindehaus, Stadtbefestigung, Burgmauer mit Bastei            | 105289 Info Katalog       | BW             |
| Tachov, Náměstí Republiky 116 (Standort)                           | Wohnhaus                                       | Wohnhaus                                                                                | 29207/4-1661 Info Katalog | BW             |
| Tachov, Náměstí Republiky 117 (Standort)                           | Wohnhaus                                       | Wohnhaus                                                                                | 46774/4-1662 Info Katalog | BW             |
| Tachov, Náměstí Republiky 118 (Standort)                           | Wohnhaus                                       | Wohnhaus                                                                                | 34671/4-1663 Info Katalog | BW             |
| Tachov, Náměstí Republiky 119 (Standort)                           | Wohnhaus                                       | Wohnhaus                                                                                | 30120/4-1664 Info Katalog | Wohnhaus       |
| Tachov, Náměstí Republiky 120 (Standort)                           | Wohnhaus                                       | Wohnhaus                                                                                | 15382/4-1665 Info Katalog | Wohnhaus       |
| Tachov, Náměstí Republiky 70 (Standort)                            | Wohnhaus                                       | Wohnhaus                                                                                | 52016/4-5294 Info Katalog | BW             |
| Tachov, Husitská 26 (Standort)                                     | Wohnhaus                                       | Wohnhaus                                                                                | 52015/4-5293 Info Katalog | BW             |
| Tachov, Rokycanova 294 (Standort)                                  | Wohnhaus                                       | Wohnhaus                                                                                | 51692/4-5287 Info Katalog | BW             |
| Tachov, Rokycanova 295 (Standort)                                  | Wohnhaus                                       | Wohnhaus                                                                                | 51693/4-5288 Info Katalog | BW             |
| Tachov, Rokycanova 1 (Standort)                                    | Schloss                                        | Schloss, ursprünglich gotisch, 1770 abgebrannt, 1784 in klassizistischem Stil erneuert. | 37971/4-1658 Info Katalog | weitere Bilder |
| Tachov, Chodská (Standort)                                         | Jüdischer Friedhof                             | Jüdischer Friedhof                                                                      | 102308 Info Katalog       | weitere Bilder |
| Tachov, an der Landstraße nach Myto ()                             | Sühnekreuz                                     | Sühnekreuz                                                                              | 11821/4-5095 Info Katalog |                |
| Tachov, T. G. Masaryka 715, 787, 788, 789 (Standort)               | Tabakfabrik                                    | Tabakfabrik, mehrere Gebäude                                                            | 105053 Info Katalog       | BW             |

### Mýto u Tachova
| Lage                                           | Objekt       | Beschreibung | ÚSKP-Nr.                  | Bild         |
| ---------------------------------------------- | ------------ | ------------ | ------------------------- | ------------ |
| Mýto 28 (Standort)                             | Wassermühle  | Wassermühle  | 100204 Info Katalog       | BW           |
| Mýto, an der Landstraße nach Tachov (Standort) | Nepomuksäule | Nepomuksäule | 14179/4-1807 Info Katalog | Nepomuksäule |

### Světce
| Lage                                    | Objekt                           | Beschreibung                     | ÚSKP-Nr.                  | Bild                             |
| --------------------------------------- | -------------------------------- | -------------------------------- | ------------------------- | -------------------------------- |
| Světce an der Landstraße nach Tachov () | Marterl                          | Marterl                          | 28559/4-1685 Info Katalog |                                  |
| Světce 1 (Standort)                     | Paulanerkloster mit Kirchenruine | Paulanerkloster mit Kirchenruine | 24666/4-1684 Info Katalog | Paulanerkloster mit Kirchenruine |
| Světce (Standort)                       | Reitschule                       | Reitschule                       | 44351/4-4528 Info Katalog | weitere Bilder                   |
| Světce ()                               | Taubenschlag                     | Taubenschlag                     | 101853 Info Katalog       |                                  |

### Vítkov u Tachova
| Lage      | Objekt     | Beschreibung | ÚSKP-Nr.                  | Bild |
| --------- | ---------- | ------------ | ------------------------- | ---- |
| Vítkov () | Grenzstein | Grenzstein   | 50172/4-5182 Info Katalog |      |